# أنطونيو بريبانيتش
أنطونيو بريبانيتش مواليد 13 ديسمبر 1987 في رييكا، هو لاعب كرة يد كرواتي. يلعب حاليا مع مينور بايا ماري في الدوري الروماني لكرة اليد.

## الإنجازات
- الدوري المجري لكرة اليد:
  - الميدالية الفضية: 2011–12، 2012–13
- الدوري الروماني لكرة اليد:
  - الفوز: 2014–15
- الدوري الكرواتي لكرة اليد:
  - الميدالية البرونزية: 2011